# Serguéi Chudínov
Serguéi Serguéyevich Chudínov –en ruso, Сергей Сергеевич Чудинов– (Chusovói, 8 de junio de 1983) es un deportista ruso que compitió en skeleton.
Ganó una medalla de bronce en el Campeonato Mundial de Skeleton de 2013 y una medalla de plata en el Campeonato Europeo de Skeleton de 2011.

## Palmarés internacional
| Campeonato Mundial | Campeonato Mundial    | Campeonato Mundial | Campeonato Mundial |
| Año                | Lugar                 | Medalla            | Prueba             |
| ------------------ | --------------------- | ------------------ | ------------------ |
| 2013               | Sankt Moritz (Suiza)  | Medalla de bronce  | Individual         |
| Campeonato Europeo |                       |                    |                    |
| Año                | Lugar                 | Medalla            | Prueba             |
| 2011               | Winterberg (Alemania) | Medalla de plata   | Individual         |